# HNLMS O 22
Le HNLMS O 22 ou Hr.Ms. O 22 (Pennant number:P22) est un sous-marin de la classe O 21 de la Koninklijke Marine qui a servi pendant la Seconde Guerre mondiale.

## Histoire

### Construction et mise en service
La pose de la quille du bateau a eu lieu le 20 novembre 1937 au chantier naval Koninklijke Maatschappij De Schelde à Vlissingen. À l'origine, le numéro du bateau était K XXII, mais il a été changé en O 22 avant le lancement. En tant que sous-marin de série O, il était destiné à être utilisé dans les eaux européennes, alors que la série K étaient utilisés en Inde néerlandaise.
Il s'agissait du type de navire de la classe O 21 conçu pour sept bateaux, dont quatre furent plus tard utilisés par les Alliés et les trois autres comme sous-marins proies allemands. La construction hollandaise était moderne, entre autres choses, elle disposait déjà d'un Schnorchel et d'un canon de 40 mm qui pouvait être descendu dans un compartiment étanche - des détails que les Allemands ont copiés pour leurs sous-marins électriques des classes XXI et XXIII.

### Seconde Guerre mondiale
Lors de l'invasion allemande des Pays-Bas le 10 mai 1940, la marine néerlandaise a mis le bateau en service alors qu'il était encore inachevé. Cependant, il avait déjà fait quelques essais. Il échappe ainsi aux Allemands et rejoint l'Angleterre, accompagné de son navire-jumeau (sister ship) O 21, lui aussi non équipé, et du remorqueur B.V. 37, quittant Flessingue dans la soirée du 10 mai 1940. 

Pendant la traversée vers le Royaume-Uni, les O 22 et O 21 n'avaient pas d'armes à bord, donc pas de torpilles ni de munitions pour le canon de pont. Au matin du 11 mai 1940, les trois navires atteignent les Downs. Comme la traversée devait se faire en toute hâte, il n'y avait pas de cartes disponibles, de sorte que la navigation vers les Downs devait se faire au moyen d'une vieille Fischereikarte allemande qui avait été prise au dernier moment dans un caboteur de Groningue.
De mai à juin 1940, le sous-marin est alors entièrement équipé au chantier naval de Rosyth, en Écosse.
Au départ, Portsmouth était le port d'attache du O 22, mais après la chute de la France, ce port n'était plus considéré comme sûr et le O 22 a été transféré de Portsmouth à Dundee avec les autres sous-marins néerlandais.
Depuis Dundee, le O 22 a effectué des patrouilles au large des côtes norvégiennes. Au cours de ces patrouilles, il a réussi à deux reprises à apercevoir un sous-marin allemand, mais il n'a pas réussi à placer une attaque réussie. La première fois, les torpilles ont manqué la cible et la seconde fois, le sous-marin allemand était trop loin pour une attaque réussie. Au total, le O 22 a effectué cinq patrouilles depuis Dundee. Durant  ces patrouilles, le 'O 22 n'a réussi à couler de navire ennemi.
Le 5 novembre 1940, le O 22 est parti pour sa cinquième patrouille de Dundee, dont il n'est jamais revenu, perdu avec tout son équipage, 42 marins néerlandais et 3 marins britanniques.

### L'épave
L'épave a été retrouvée le 13 août 1993 par un navire norvégien à la position géographique de 57° 55′ N, 5° 31′ E, à environ 40 milles nautiques au sud-ouest de la côte norvégienne, à une profondeur de 180 mètres.
Le 2 novembre 1996, la marine néerlandaise a organisé une cérémonie en l'honneur des défunts à l'endroit où se trouve l'épave.
Différents scénarios sont possibles pour expliquer le naufrage du O 22. Alors qu'il naviguait vers ou depuis sa zone de patrouille, il a peut-être navigué sur une mine allemande qui était à la dérive. Comme l'épave du O 22 semble intacte, il se peut qu'il ait coulé en raison d'un problème technique.

### Mémorial
A Dundee, il y a un mémorial en pierre dure avec les noms des 46 membres d'équipage du O 22. Trois d'entre eux étaient de la Royal Navy et avaient la nationalité britannique.
| Bemanning       | Bemanning                 | Bemanning            |
| --------------- | ------------------------- | -------------------- |
|                 | Commandant Jan Willem Ort |                      |
| Ch. Aartsen     | H. de Groot               | P.M. Oudendijk       |
| J. C. Baljé     | J. T. Hancock             | J. van der Plas      |
| A. de Best      | J.A. Van ‘t Hof           | R. Polman            |
| J. Blaauw       | J.W. Van Hoorn            | W.S.J. A. Prins      |
| H. D. Blommert  | Th.H. van Huet            | J. Rademaker         |
| P. Brinkman     | J.J. van Iterson          | C.P.A. de Ruijsscher |
| M. Bronke       | M.R. Jackson              | D.W. Spraakman       |
| C. Broodman     | C.J. Jens                 | G.J.C. Stolk         |
| G. de Bruijn    | G.S. Kuster               | F.A. Tours           |
| J. Carruthers   | G.D. Kwast                | J.W. Udink           |
| C. van Dongen   | H. Meerbeek               | J.J. Venema          |
| P.B. Duin       | M.H. Meijer               | J.J.H. Walbeek       |
| A. Duine        | F.N. van Mil              | P. van der Werf      |
| J.H. van Ginkel | J.C. Mosterdijk           | B.H. Wiedeler        |
| W.J.R. Gommers  | J. Nuijen                 | B. Wolven            |

## Commandants
- Luitenant ter zee 1e klasse (Lt.Cdr.) Albertus Marinus Valkenburg du 10 mai 1940 au 18 mai 1940
- Luitenant ter zee 1e klasse (Lt.Cdr.) Johan Willem Ort du 18 mai 1940 au 19 novembre 1940

## Patrouilles
Le O 22 a effectué 5 patrouilles pendant son service actif.

## Palmarès
Le O 22 n'a ni coulé, ni endommagé de navire pendant son service actif.